# Frank Righeimer
Frank Righeimer   (Chicago, 28 de febrer de 1909 - Palm Beach, 5 de juliol de 1998) va ser un tirador d'esgrima estatunidenc que va competir durant les dècades de 1920 i 1930.
El 1932 va prendre part en els Jocs Olímpics de Los Angeles, on va disputar dues proves del programa d'esgrima. En ambdues, floret i espasa per equips, va guanyar la medalla de bronze. Quatre anys més tard, als Jocs de Berlín, disputà dues proves del programa d'esgrima. Fou cinquè en la competició d'espasa per equips i quedà eliminat en sèries en la prova individual.